# Roh Hyun-suk
Roh Hyun-suk, född den 10 oktober 1966, är en sydkoreansk handbollsspelare.
Han tog OS-silver i herrarnas turnering i samband med de olympiska handbollstävlingarna 1988 i Seoul.